# Milagros Collar
Milagros Collar (ur. 15 kwietnia 1988 w Madrycie) – hiszpańska siatkarka, reprezentantka kraju, grająca na pozycji atakującej. 

## Sukcesy klubowe
Superpuchar Hiszpanii:
- 2010

Puchar Hiszpanii:
- 2011

Liga hiszpańska:
- 2011

Liga rumuńska:
- 2016
- 2014, 2017, 2021

Puchar Rumunii:
- 2016

Liga grecka:
- 2022[2]